# 峇冬加里
峇冬加里，马来西亚雪兰莪州乌鲁雪兰莪县的一个巫金和城镇，距离首都吉隆坡以北约49公里，为前往云顶高原的中转站之一。峇冬加里北临叻思，南临双文丹，东临彭亨州云顶半山的梧桐再也。当地有一华人新村，即峇冬加里新村（Kampung Bukit Chandang），以福建籍贯的华人居多。

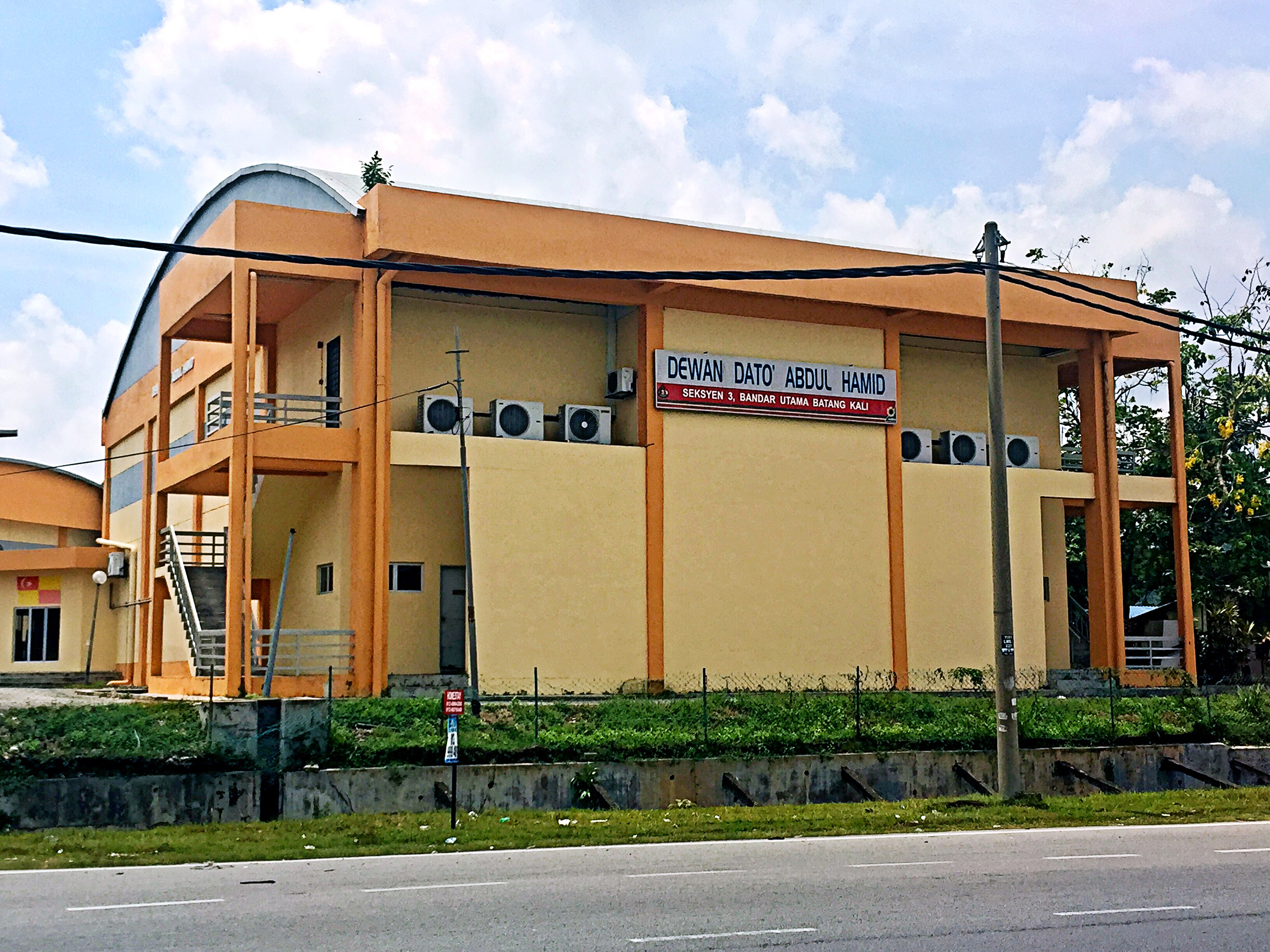
峇冬加里拿督阿都哈密人民大礼堂

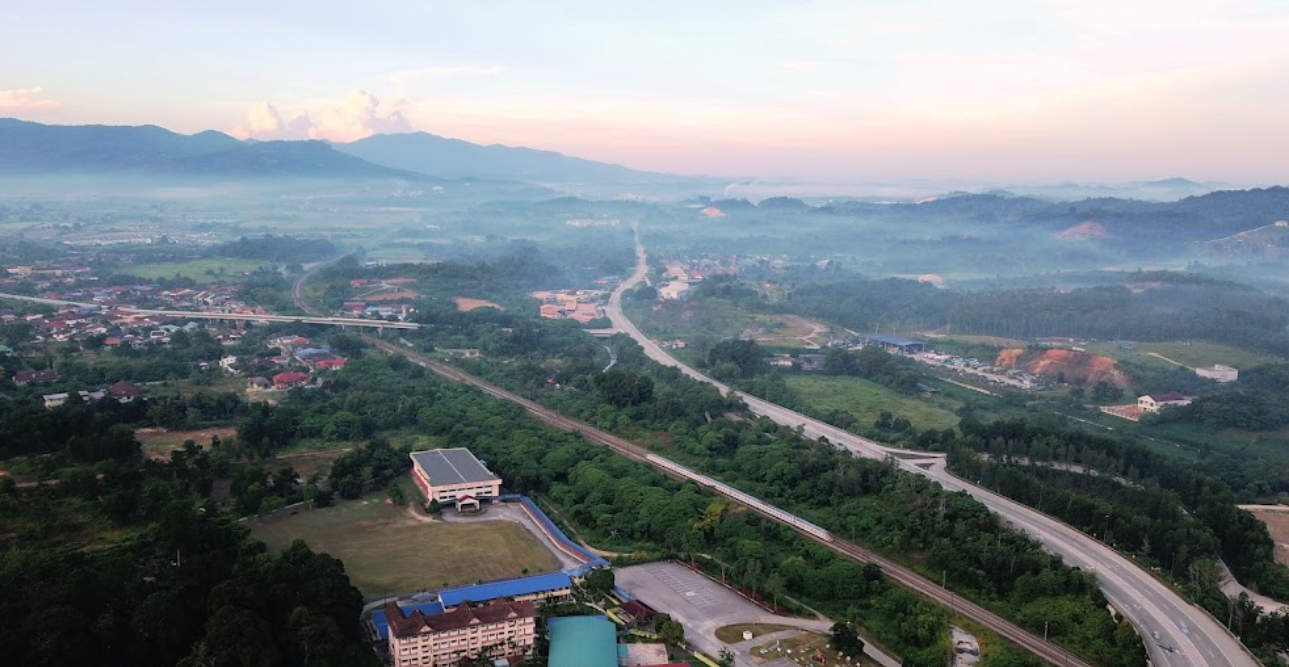
峇冬加里鸟瞰图

## 历史
在1930年代，峇冬加里的店家都是「白铁」盖的板屋，计有30多间，其中有华人经营的树胶店四间，因为附近有许多橡胶园坵之故，其余的则多是杂货店和咖啡店。胶价达顶峰之时，峇冬加里各园坵的员工加起来共有几千人之众。当时的峇冬加里河虽然盛产「皇家鱼」（Ikan Shrumbu），但河流经常泛滥成灾，淹盖街道。政府机关只有「马打寮」（警察局）和巡山所。峇冬加里镇再往北行约半英里叫「峇冬加里火车头」，有排十来间的亚答屋，火车站即位于此处。

### 峇冬加里新村建立
根据前峇冬加里新村联邦村长黄冠忠表示，在日本占领马来亚时期，当时的峇冬加里新村尚未建成，当时的民众是居住在今天的乌鲁达慕（Hulu Tamu），后移至叻思路农业部附近。直到1950年，英殖民政府为了对抗马共，把附近散居的华人聚集管理，建立峇冬加里新村。首批150名村民搬至该村时，仍处于戒严时期，英殖民政府在周围筑起高篱笆，以严防马共进入。由于该村范围仍是未开辟的山坡，村民以抽签方式决定居住的位置后，再自行用锄头锄平建屋。该村村民早期多以割胶维生，惟当时该村并没有土地供种植，为此当时政府便把该村对面甘榜的土地用作为种植或养猪业。由于许多村民割胶维生，该村早期有三间烟房，但目前仅剩一间仍在运作。
峇冬加里新村依山而建，每间屋子都是一行行整齐排列。新村由四条巷子组成，即学堂路、店仔路、米丝路、戏台路，新村范围虽然不大，但拥有完善的设施。峇冬加里新村在最旺盛时期的村民人数达逾1千人，但随着时代变迁面对人口流失问题，现今仅有约600人。2000年，时任首相马哈迪·莫哈末将峇冬加里新村官方名字改为「Kampung Bukit Chandang」，不过老一辈的村民仍称该村为峇冬加里新村。当地的土产有从1923年传承至今的福建嫁女饼——麻蓼（moâ-láu）及蓼花（láu-hoe），并有批发至全马各地出售。
2016年4月，峇冬加里新村村民自动自发为该村的主要道路，置上福建话俗名的中文路牌，即学堂路（学校路）丶店仔路（商店路）丶米丝路（护士路）丶戏台路及关帝路，凸显福建人为主的峇冬加里新村特色。乌鲁雪兰莪县议员刘世兴表示当时为村內道路取名是以70、80年代新村最旺的时期为出发点，这些路名都是有纪念价值的新村文化遗產，要让后辈知道背后的典故。民主行动党新古毛州议员李继香建议村委会先展示中文路名，以谘询村民意见，等定案後再设计美观的路牌，一旦村民接受中文正名，村委会将向州政府申请易名。不过峇冬加里新村聯邦村長黃冠忠另有看法，他认为中文路牌建议虽好，但這些路名不符历史事实，他说当年这些路都被称为第一、第二、第三及第四路。他強調該村第一路不是「學堂路」而應稱「愛情路」、第二路則是「熱鬧街」、第三路是「大炮路」、第四路是「黑市路」，因當年那是路燈最暗的一條路。峇冬加里村长白文秀则反驳称「大炮路」「黑市路」之名实为不雅。

### 峇冬加里屠杀惨案
1948年12月12日，正值马来亚紧急状态之际，峇冬加里发生英国军队涉嫌屠杀村民的事件。当时英国军人将25名在双溪里莫（Sungai Remo）园丘工作的华裔胶工误作共产党人逮捕扣留，并且在翌日射杀他们，造成24人死亡，仅1人逃过死劫。“追讨英军屠杀罪行工委会”多年来向英国政府提交备忘录，要求为罹难者公开道歉和赔偿，惟至今依旧未得到回应。

### 峇冬加里露营地土崩
2022年12月16日凌晨2时许，位于峇冬加里－云顶州际公路 B66路段的“爸爸有机农场”（Father's Organic Farm）露营地发生严重土崩事故。根据工程局初步调查，营区地下水聚集令土壤饱和，造成坡脚脆弱导致先后发生两次山体滑坡。边坡崩塌范围估计为70公尺高、120公尺宽和330公尺长，土崩体积45万立方公尺。这次土崩事故共有92人受灾，其中61人获救，31人死亡，是继1993年淡江高峰塔倒塌事件后大馬歷史上罹難者第二多的土崩事故。罹难者皆是露营地访客，包括14名成年女性、6名成年男性、7名男童和4名女童。

## 教育
1930年代峇冬加里只有私塾两三间，学子不下七八十人。直到1933年冬有热心教育人士倡办崇武学校，学校首届总理为刘国岳，次年改选后为陈祥记。惟自1942年日本占领马来亚后，崇武学校便停办。战前还有一所启智学校，光复后改为公立学校，当时附设在关帝庙所属戏台里。此外，在1948年时附近胶园还有另一所小学，人数一二十。

### 小学
- 葛尼华文小学（SJK (C) Kampung Gurney）
- 崇智华文小学（SJK (C) Choong Chee）
- 峇冬加里华文小学（SJK (C) Batang Kali）
- 乌鲁音南马国民小学（SK Ulu Yam Lama）
- 乌鲁音峇鲁国民小学（SK Ulu Yam Bharu）
- 甘榜关丹国民小学（SK Kampung Kuantan）
- 峇冬加里国民小学（SK Batang Kali）
- 峇冬加里新镇国民小学（SK Bandar Baru Batang Kali）
- 峇冬加里园丘淡米尔小学（SJK (T) Ladang Batang Kali）

### 中学
- 乌雪理科中学

| 学校编号 | 学校名称         | 邮政编码 | 地区     | 坐标                                        |
| -------- | ---------------- | -------- | -------- | ------------------------------------------- |
| BEB5065  | 赛曼梳国中       | 44300    | 峇冬加里 | 3°27′54″N 101°38′51″E / 3.4651°N 101.6475°E |
| BEA5069  | 峇冬加里新镇国中 | 44300    | 峇冬加里 | 3°27′29″N 101°39′13″E / 3.4580°N 101.6535°E |

## 宗教信仰
峇冬加里新村内一共有6所庙宇，包括福泉东山庙、天福宫、哪卓宫、拿督宫及仙师庙，近年又多加盖了一座四面佛庙。宫庙路位于新村北侧，是一条连接其余4条横路（学堂路、店仔路、米丝路、戏台路）的纵路，由新村入口牌坊开始，通往村内最顶端福泉东山庙。

### 福泉东山庙
峇冬加里福泉庙主座爲關聖帝君，是乌雪第一间在宪报颁布为宗教保留地的庙宇。福泉庙是由太平局绅陈陞祺捐建，耗资二万余元，於1964年7月30日举行开庙礼及迎神进庙大典，由陈陞祺儿子陈仲策主持。传说此庙的關聖帝君，是由该村居民白灼浩於建庙50年前，自中国福建泉州迎来坐镇峇冬加里。福泉庙曾在1969年五一三种族冲突事件中成为当地村民的避难所，更有传闻指曾有巫裔居民看见关公显灵，砍断大树让逃生无路的居民得以安全渡河。1981年，福泉庙与东山庙合并成福泉东山庙。

## 交通
峇冬加里可通过联邦1号公路抵达。

### 铁路

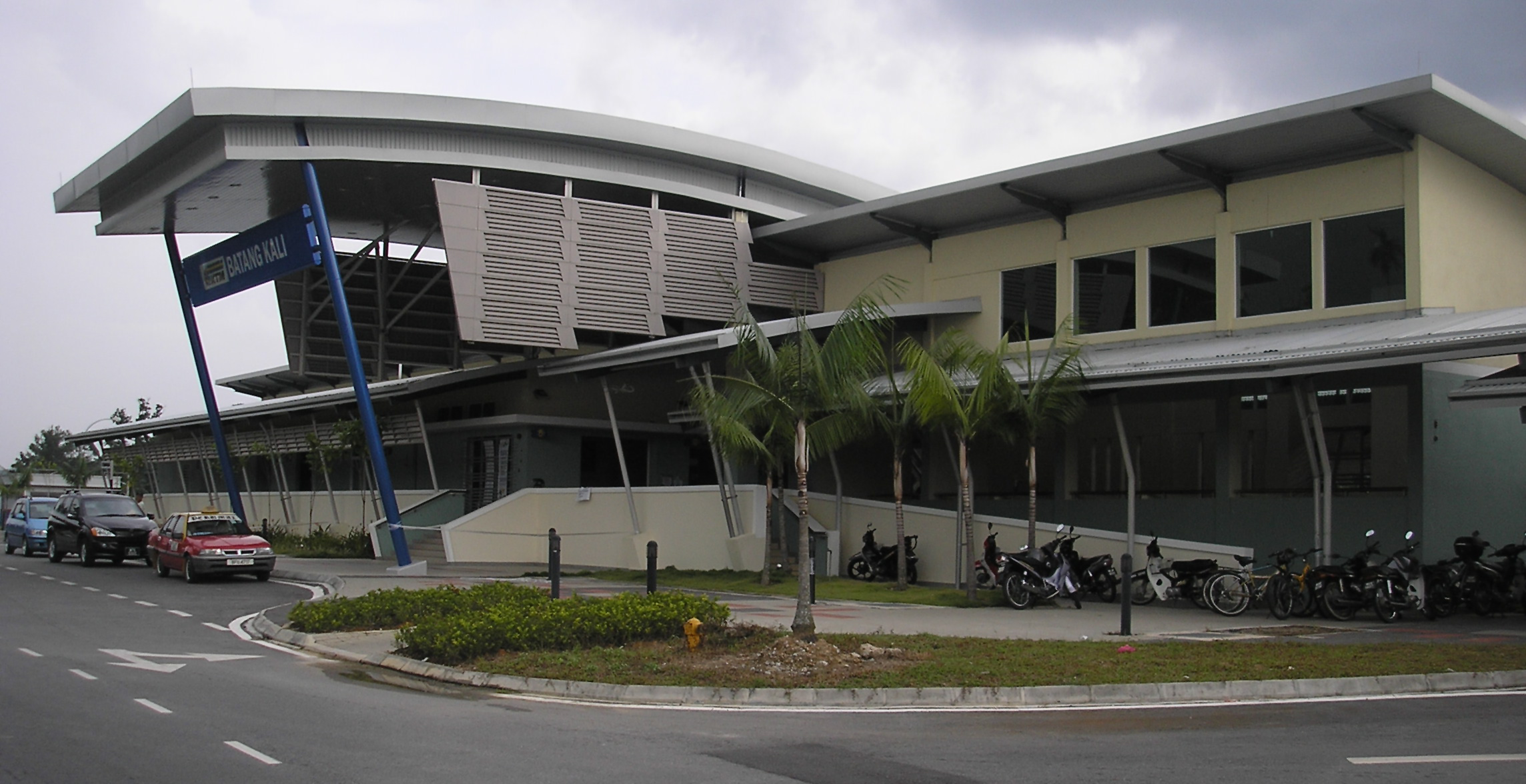
峇冬加里站

KTM通勤铁路（KTM Komuter）在峇冬加里设有通勤铁路服务，名为 KA12  峇冬加里站。

## 政治
峇冬加里属于乌鲁雪兰莪国会议席，该议席在马来西亚下议院的代表为来自国盟伊斯兰党的莫哈末哈斯尼占。同时，峇冬加里属于以其名称命名的峇冬加里州议席，该议席在雪兰莪州议会的代表为来自祖国斗士党的哈鲁迈尼。